# Zonnebaden

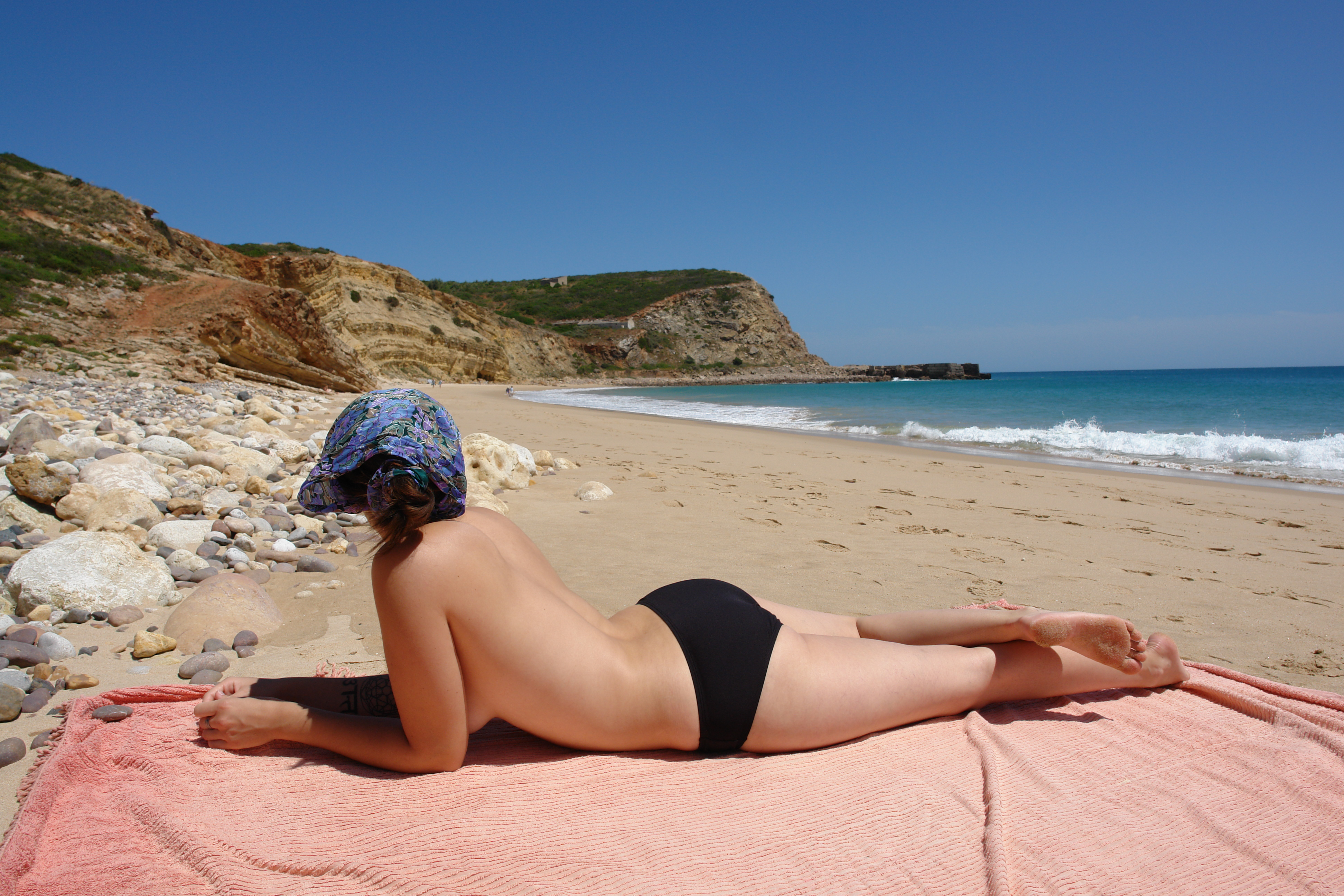
Zonnebaden op het strand

Zonnebaden of zonnen is een passieve vrijetijdsactiviteit waarbij men zich schaars gekleed of naakt blootstelt aan zonnestraling, voornamelijk om de huid te bruinen. Zonnebaden kan ook tot doel hebben te ontspannen en van de warmte te genieten. Men kan zonnen op publieke locaties, zoals het strand, het openluchtzwembad of het park, of in de eigen tuin, op het balkon of op een boot.
Wanneer de menselijke huid wordt blootgesteld aan de zon, worden melanine en vitamine D aangemaakt. Omdat weinig mensen voldoende vitamine D uit hun voeding halen, is voldoende blootstelling aan de zon belangrijk. Overmatig zonnen brengt echter schade toe aan de gezondheid. Vooral mensen met een lichte huidskleur lopen een groot risico op een zonnebrand of een zonnesteek door te veel ultraviolette straling. Blootstelling aan de zon doet de huid versneld verouderen en kan leiden tot huidkanker.
Zonnebaden om te bruinen ontstond begin 20e eeuw in West-Europa. Met de opkomst van de bikini en het massatoerisme werd zonnen in de jaren 50, 60 en 70 een populaire vakantiebezigheid voor veel westerlingen. Om de schadelijke effecten van overmatig zonnen te beperken, raakten zonnebrandcrèmes ingeburgerd vanaf de jaren 70. Verder bestaan er tal van middelen om de huid te bruinen zonder blootstelling aan de zon, zoals bruiningscrèmes, bruindouches en zonnebanken. In het Westen wordt een licht gebruinde huid doorgaans als aantrekkelijk beschouwd.

## Geschiedenis
Zich in de zon neervlijen om te rusten of te ontspannen – zonder de bedoeling te bruinen – is waarschijnlijk van alle tijden. Zonnebaden om te bruinen is daarentegen een modern fenomeen, uit de 20e eeuw.
Sinds de neolithische revolutie en de opkomst van agrarische, sedentaire samenlevingen wordt gebruinde huid geassocieerd met buitenarbeid. Op Egyptische, Griekse, Noord-Italiaanse, Indische en Chinese schilderingen uit het 1e millennium v.Chr. staan mensen afgebeeld met brede hoeden en parasols, wat aangeeft dat men zich tegen de zon trachtte te beschermen. Uit schriftelijke bronnen blijkt dat men een uitgesproken voorkeur had voor partners met een lichte huid. Deze voorkeuren ontstonden onafhankelijk van elkaar in verschillende culturen. Een bleke huid was in deze en latere landbouwsamenlevingen een indicatie van privilege: het duidde aan dat men welvarend of machtig genoeg was om niet zelf op het land te moeten werken. Lichte huid wees niet alleen op klasse, maar ook op jeugd, vrouwelijkheid en aantrekkelijkheid. Deze associaties bleven overeind in het Westen tot aan het begin van de 20e eeuw en gelden nog in sommige culturen.

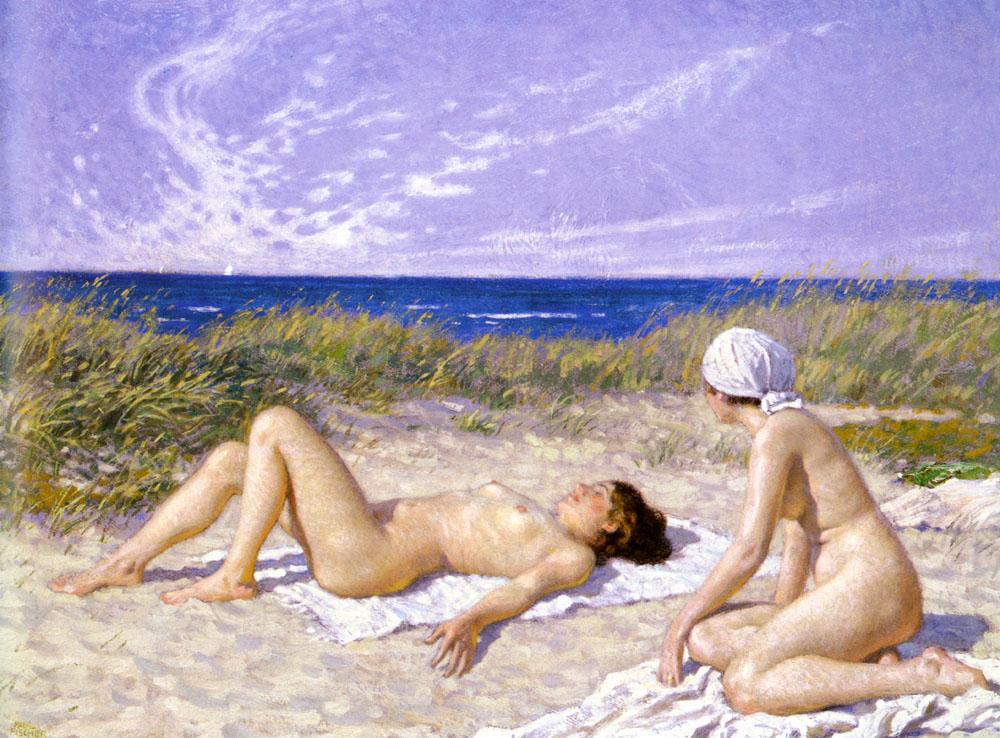
Twee vrouwen zonnebaden naakt in de duinen, schilderij van Paul Fischer (1916)

Tot in het victoriaanse tijdperk was naaktzwemmen in meren of in de zee de norm en kon men ook naakt zonnebaden. Men baadde niet om te bruinen; vrouwen uit de hogere klassen in het bijzonder trachtten dat te vermijden. Onder de victoriaanse mores werd op openbare stranden lichaamsbedekkende zwemkleding vereist. Vrouwen die naakt baadden en zonden vormden tot begin 20e eeuw een populair thema in de schilderkunst.

### Begin 20e eeuw: opkomst
Een gebruinde huid werd modieus nadat vrouwen uit de hogere klassen – die tot dan geprezen werden om hun bleke huid – meer aan buitenrecreatie gingen doen. Eind 19e eeuw werd sport een sociaal aanvaarde hobby voor dames uit de hogere middenklasse. Begin 20e eeuw versoepelden de kledingnormen voor deze vrouwen en werd hun huid meer blootgesteld aan zonlicht. Bovendien was een bleke huidskleur niet langer voorbehouden aan rijke dames: door de industrialisering werden fabrieksarbeiders niet langer blootgesteld aan de zon, en kon witheid ook wijzen op ongezonde leefomstandigheden en armoede. Als een gevolg van deze ontwikkelingen werd een gebruinde huid op korte tijd helemaal anders – en voor het eerst positief – gewaardeerd. Na een cruise op de Middellandse Zee in 1923 verkondigde Frans modeontwerpster Coco Chanel, die een donkere teint had opgelopen, dat zonnebaden hip was. Mede dankzij de populariteit van de Amerikaans-Franse jazz-zangeres en -danseres Josephine Baker, die van nature een karamelkleurige huid had, en door het succes van uv-therapie tegen lupus vulgaris en rachitis, werd een gebruinde huid vanaf de jaren 1920 een statussymbool voor blanke dames. Het gaf aan dat je stijl én vrije tijd had. Dat gold in het bijzonder in de wintermaanden, wanneer een kleurtje benadrukte dat je in staat was om naar exotische bestemmingen te reizen. In 1927 lanceerde modeontwerper Jean Patou een eerste zonneolie.

### Midden 20e eeuw: popularisering

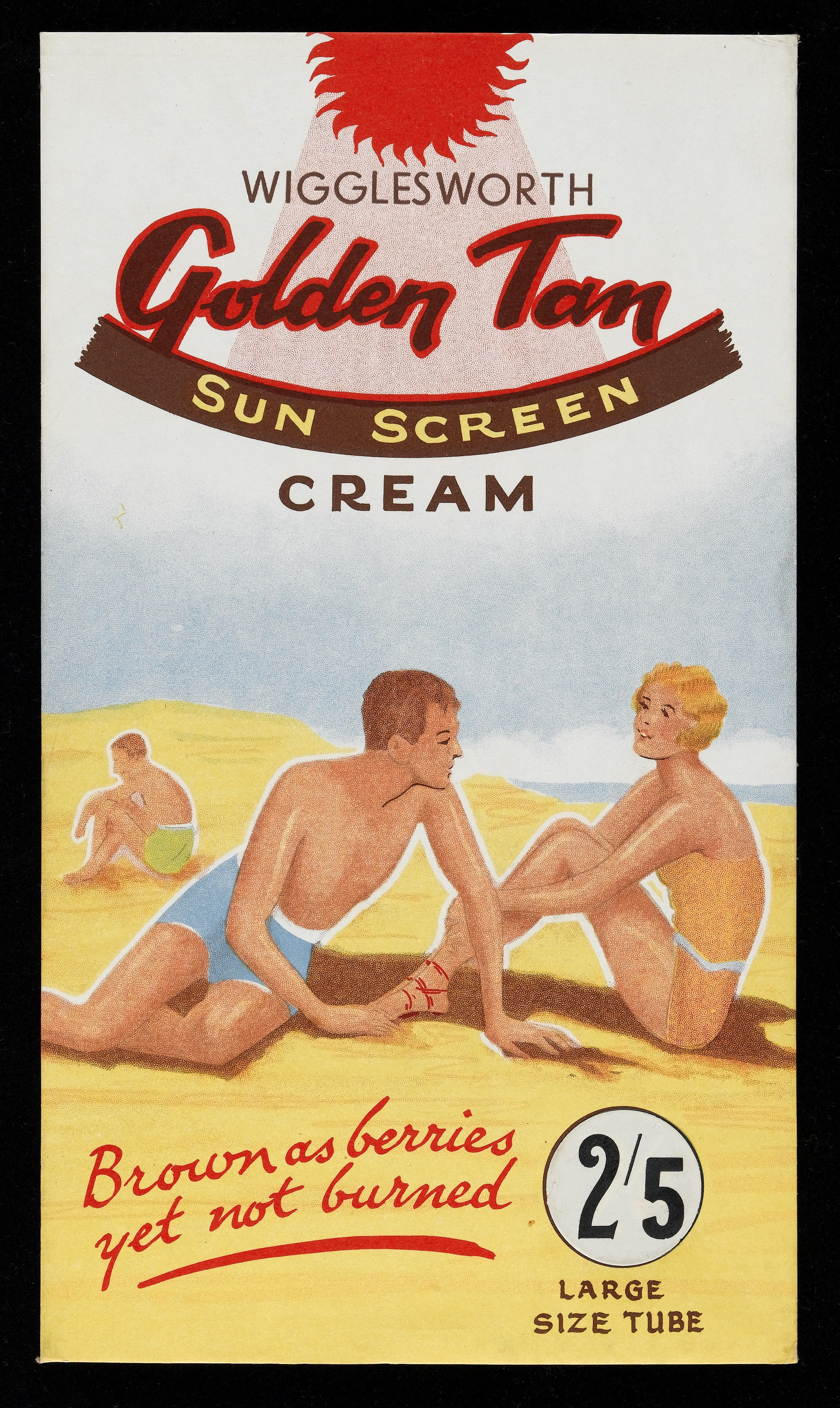
Reclame voor zonnebrandcrème uit de jaren 1930. De advertentie belooft een donkerbruine kleur zonder te verbranden.

Recreatief zonnebaden in badkleding raakte langzamerhand ingeburgerd in het Westen door de verspreiding van beelden van gebruinde modellen en beroemdheden in kranten, tijdschriften en later in film en op televisie. Deze evolutie werd mogelijk gemaakt doordat vrouwen nieuwe rechten verwierven en doordat de kledingvoorschriften ietwat versoepelden. De bikini versnelde het proces drastisch. Vanaf de jaren 60, toen bijvoorbeeld Dr. No (1962) verscheen, waarin Ursula Andress in een witte bikini ten tonele verschijnt, namen zowel vrouwen als mannen zonnebaden op als vrijetijdsactiviteit. Zonnebaden verspreidde zich snel omdat het goedkoop en toegankelijk was en tegelijk glamoureus en gezond aanvoelde. De ontdekking van het belang van vitamine D voor de gezondheid en het succes van lichttherapie versterkten de associatie met gezondheid. Zonnen op de stranden van het Middellandse Zeegebied werd een populaire activiteit in het opkomende massatoerisme.

### Eind 20e eeuw: gezondheidsrisico's

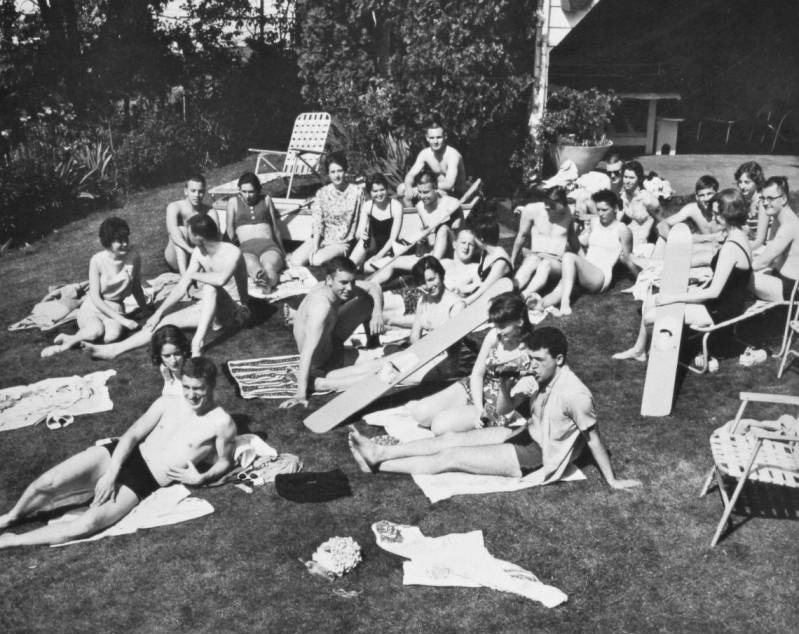
Een groep zonnende studenten in de jaren 60

Om egaal te bruinen en niet te verbranden, werden allerlei zonnebrandcrèmes op de markt gebracht. Die olies en crèmes boden in eerste instantie slechts een minimale bescherming. Sinds 1974 geeft de Sun Protection Factor (SPF) of beschermingsfactor aan hoe doeltreffend een product is tegen UV-B-straling.
In 1978 opende in de Verenigde Staten het eerste solarium, een salon met zonnebanken. 'Bruinen zonder zon' of 'onder de zonnebank gaan' werd een rage in Noord-Amerika en Europa, meer bepaald op plaatsen met een lage zonkracht. In 1988 telde de Verenigde Staten meer dan 18.000 salons. Tussen 1988 en 2007 steeg het aantal Amerikaanse jongvolwassenen dat onder de zonnebank ging van 1 procent naar 27 procent.
In de daaropvolgende decennia werd onderzoek gepubliceerd over de gezondheidsgevaren van overmatige blootstelling aan uv-straling, met name het sterk verhoogde risico op melanoom. Terwijl een diepdonkere teint tot begin jaren 80 als een teken van gezondheid en glamour werd gezien, groeide door bewustmakingscampagnes vanaf midden jaren 80 het besef dat te veel blootstelling gevaarlijk was. Toch bleef een gebruinde huid aantrekkelijk en was het effect van zulke campagnes op het gedrag vrij beperkt. Zonnebaders voelden zich voldoende beschermd met zonnebrandcrème waaraan een ultravioletfilter was toegevoegd.
Sinds de jaren 90 en 2000 vormen de bruindouches en bruiningscrèmes een populair alternatief voor bruinen door uv-straling. Deze producten bevatten doorgaans dihydroxyaceton, wat de huid tijdelijk bruint zonder de schadelijke effecten van uv-straling. Bruindouches en bruiningscrèmes resulteren echter niet altijd in een even 'natuurlijke' teint en leiden daardoor weleens tot stigmatisering. Sinds circa 2010 laten almaar meer vrouwelijke beroemdheden zich ongebruind zien en zou die tendens zich wel eens kunnen doorzetten.

## Bruinen zonder te zonnebaden
Met het oog op een gebruinde huid – en eventueel ook de gezondheidsvoordelen van uv-straling, zoals de aanmaak van vitamine D – kiezen westerlingen er sinds eind 20e eeuw almaar vaker voor om onder een zonnebank te gaan. Een zonnebank is een elektrisch apparaat dat uit twee panelen staat waartussen men gaat liggen. De panelen bevatten uv-lampen die het zonlicht nabootsen. De zonnebank maakt zonnebaden in de openlucht overbodig, maar heeft wel dezelfde gezondheidsrisico's. Alternatieven zonder die gevaren zijn bruindouches en bruiningscrèmes.

## Bij dieren
Het nemen van een zonnebad komt ook voor bij dieren. Koudbloedige dieren zoals reptielen bewegen zich sneller als ze door de zon zijn opgewarmd. Schildpadden, hagedissen, slangen en krokodilachtigen zonnen, eveneens om de spijsvertering te ondersteunen. Ook insecten warmen zich vaak op aan de zon. Grote zoogdieren in koude habitats maken eveneens gebruik van zonnewarmte om hun energieverbruik te beperken.